# Кунцевская (станция метро, Большая кольцевая линия)
«Ку́нцевская» — станция Московского метрополитена на западном участке Большой кольцевой линии. Связана пересадкой с одноимённой кросс-платформенной станцией на Арбатско-Покровской и Филёвской линиях. Располагается в районах Кунцево и Фили-Давыдково (ЗАО) вдоль Рублёвского шоссе. Открытие состоялось 7 декабря 2021 года в составе участка «Мнёвники» — «Каховская». Колонная трёхпролётная станция мелкого заложения с двумя береговыми платформами. Станция с самыми узкими береговыми платформами в Московском метрополитене, их ширина составляет 1,8 метра, что вызвало критику в Сети.

## Название
5 ноября 2019 года постановлением Правительства Москвы № 1435 станции присвоено название «Кунцевская» по расположенной рядом станции Арбатско-Покровской и Филёвской линий. Проектное название «Можайская» было дано по расположенному южнее Можайскому шоссе.

## История
9 апреля 2013 года в районе Кунцево на публичных слушаниях был представлен проект планировки участка линейного объекта метрополитена проектируемой линии Третий пересадочный контур от проектируемой станции «Хорошёвская» до станции «Кунцевская», подготовленный ГАУ «НИиПИ Генплана Москвы».
Согласно проекту станция должна располагаться на территории парка с западной стороны Рублёвского шоссе между Молдавской улицей и Белорусским направлением МЖД и иметь два вестибюля: северный (надземный), объединённый с наземным вестибюлем станции «Кунцевская» Филёвской и Арбатско-Покровской линий, и южный (подземный) с выходом к улице Ивана Франко. Станция мелкого заложения, колонная двухуровневая, испанского типа, с распределительным залом на верхнем уровне и двумя береговыми платформами. Генеральный проектировщик — испанская компания «Бустрен». Строительство предполагалось вести открытым способом. Кроме того, для обеспечения пересадки на Белорусское направление МЖД предполагалась реконструкция железнодорожной станции Кунцево с переносом пассажирской платформы на западную сторону Рублёвского шоссе.
Проект был отклонён жителями района, предложившими альтернативный вариант расположения станции на пустыре с восточной стороны Рублёвского шоссе. Однако, проектировщик отказался от рассмотрения этого варианта без объяснения причин.
По планам начала 2015 года ввод станции планировался в составе западного участка Большой кольцевой линии в конце 2018 года.
2 июля 2015 года Правительством Москвы утверждён проект планировки линии метрополитена «Хорошёвская» — «Кунцевская». Для строительства станции передан участок природного комплекса № 26 площадью 1,61 га.

## Строительство
Генеральный проектировщик и генеральный подрядчик по строительству станции — Мосинжпроект.
- В марте 2017 года был объявлен открытый конкурс на строительство участка метро, включающего эту станцию, итоги должны были быть подведены в апреле того же года[12].
- В июле 2017 года стало известно, что строительство станции начнётся в 2018 году[5].
- В сентябре 2017 года был объявлен новый конкурс на строительство участка, включающего эту станцию. Согласно требованиям закупки, победитель конкурса должен будет завершить все строительно-монтажные работы до конца мая 2020 года. Итоги конкурса подведены в начале октября 2017 года[13].
- 8 апреля 2018 года — в связи со строительством станции полностью закрыт съезд с Рублёвского шоссе на улицу Ивана Франко. Открыть дорожное движение планировалось 20 декабря 2018 года, но из-за продолжения строительства дорожное движение там будет открыто не ранее 2019—2020 годов[14].
- 28 мая 2018 года — началось строительство станции[15].
- 25 февраля 2020 года — запущена проходка тоннеля от станции «Мнёвники» до «Кунцевской» БКЛ 10-метровым щитом[16] «Лилия»[17].Большая кольцевая линия (запад):
(УРСТ) Терехово — Кунцевская, ТПМК Herrenknecht S-956 «Лилия» , на 29 августа пройдено ~1950 из 2232 м, выход в октябре[18].
- 13 июля 2020 года — завершена проходка двухпутного тоннеля длиной 1372 метра между станциями «Кунцевская» и «Давыдково»[19].
- На 23 сентября 2020 года щиту ТПМК Herrenknecht S-956 «Лилия» осталось пройти 110 колец (198 метров) из 2232 м, выход в октябре[20].
- В связи с процедурой прохождения тоннеля под уже имеющимися путями двух других линий действующей станции «Кунцевская» было отменено движение метро на участке Молодёжная-Парк Победы с 26 сентября по 3 октября 2020 года[21].
- 4 октября 2020 года — при проходке тоннеля под станцией «Кунцевская» произошло просачивание на поверхность заобделочного раствора. Залило путь, который затем был очищен строителями[22].
- 6 октября 2020 года — выход щита запланирован на 9 октября. Осталось пройти 6 колец[23].
- 8 октября 2020 года — речка Филька прорвалась на станцию[24].
- 10 октября 2020 года — завершена проходка тоннелей на западном участке[25][26] Большой кольцевой линии (БКЛ) столичного метро. Это событие произошло в момент выхода 10-метрового щита ТПМК Herrenknecht S-956 «Лилия» на станцию Кунцевская (БКЛ).
- 10 апреля 2021 года — на станции завершено бетонирование лотка, продолжаются отделка конструкций и монтаж эскалаторов[27].
- 11 сентября 2021 года — технический пуск участка «Мнёвники» — «Давыдково».
- 7 ноября 2021 года — станцию подключили к электросети[28].
- 7 декабря 2021 года — открытие станции в составе участка «Мнёвники» — «Каховская».

## Наземный общественный транспорт
На этой станции можно пересесть на следующие маршруты городского пассажирского транспорта:
- Автобусы: 11, 73, 127, 135, 200, 205, 236, 275, 283, 464, 610, 612, 688, 733

## Критика
В связи с тем, что станция является частью большого транспортного узла, состоящего из железнодорожной станции и станции двух других линий, в Сети высказываются опасения, что она не справится с большим пассажиропотоком по причине слишком маленькой ширины платформ.

## Галерея
- Турникеты, эскалаторы и лестницы
- Турникеты на выход
- Эскалаторы, вид вверх
- Лестница выхода с платформы

- Путевой зал станции
- Пути и платформы станции
- Пути и платформы станции, вид сверху
- Колонны, потолочные светильники и пути, вид сбоку
- Лестница выхода с платформы и переход над путями
- Переход над путями и прибывающий электропоезд 81-775/776/777 «Москва-2020»
- Электропоезд 81-775/776/777 «Москва-2020» возле платформы станции
- Стена с названием станции, колонна и потолочный светильник
- Название на стене станции в виде объёмного текста
- Колонны, потолочные светильники и стена с названием станции, вид сбоку